# Departament Ochrony Gospodarki MSW
Departament Ochrony Gospodarki MSW – jednostka organizacyjna Ministerstwa Spraw Wewnętrznych wchodząca w skład Służby Bezpieczeństwa, funkcjonująca w Polsce w latach 1989–1990 w okresie transformacji ustrojowej.

## Historia departamentu
Do połowy 1989 r. zadania z zakresu operacyjnego zabezpieczenia sektora gospodarki realizowały dwie odrębne jednostki organizacyjne podległe szefowi Służby Bezpieczeństwa: Departament V MSW (ds. ochrony przemysłu) oraz Departament VI MSW (ds. ochrony rolnictwa). Ponadto w pionie SB funkcjonował Główny Inspektorat Ochrony Przemysłu MSW koordynujący działalność Straży Przemysłowej, Straży Leśnej, Straży Pocztowej i Służby Ochrony Kolei, czyli formacji zajmujących się fizyczną i techniczną ochroną uspołecznionych zakładów pracy.
Rozwiązanie powyższych struktur nastąpiło 1 września 1989 r., gdy na podstawie zarządzenia nr 075 ministra z 24 sierpnia 1989 r. ich miejsce zajął nowo utworzony Departament Ochrony Gospodarki MSW. Terenowymi odpowiednikami komórki stały się od 1 listopada 1989 r. wydziały ochrony gospodarki WUSW, które utworzono w miejsce wydziałów V (jak również istniejących w niektórych województwach wydziałów V-1 i wydziałów V-2), wydziałów VI oraz inspektoratów ochrony przemysłu (w mniejszych województwach stanowisk inspektorów ds. ochrony przemysłu w wydziałach inspekcji).
Zgodnie z przepisami Departament Ochrony Gospodarki MSW odpowiadał za całość ochrony ekonomicznych interesów państwa w nowych warunkach politycznych, w tym za rozpoznawanie i przeciwdziałanie zjawiskom zagrażającym bezpieczeństwu państwa i porządkowi publicznemu, zwalczanie szpiegostwa gospodarczego i innej działalności przestępczej, koordynację ochrony zakładów pracy, kontrolę działalności uzbrojonych specjalistycznych formacji ochronnych oraz za uzyskiwanie przydatnych dla kierownictwa państwa informacji o charakterze gospodarczym.
Pod koniec 1989 r. jednostka składała się z następujących wydziałów:
- Wydział I (analityczno-informacyjny)
- Wydział II (zabezpieczenie budów eksportowych w krajach socjalistycznych)
- Wydział III (koordynacja działań jednostek terenowych i wyjaśnianie wypadków nadzwyczajnych i katastrof w gospodarce)
- Wydział IV (zabezpieczenie instytucji finansowych i zwalczanie przestępczości finansowej)
- Wydział V (zabezpieczenie przemysłu, górnictwa i energetyki)
- Wydział VI (zabezpieczenie handlu wewnętrznego, gospodarki przestrzennej i budownictwa)
- Wydział VII (zabezpieczenie transportu i łączności)
- Wydział VIII (zabezpieczenie rolnictwa i gospodarki żywnościowej)
- Wydział IX (zabezpieczenie leśnictwa, przemysłu drzewnego i sektora ochrony środowiska)

Departament funkcjonował do 10 maja 1990 r., gdy w związku z utworzeniem Urzędu Ochrony Państwa Służba Bezpieczeństwa zaprzestała działalności operacyjnej (z wyjątkiem spraw o istotnym znaczeniu dla bezpieczeństwa państwa). Rozwiązanie jednostki nastąpiło 31 lipca 1990 r.

## Kierownictwo
Dyrektor Departamentu Ochrony Gospodarki MSW:
- gen. bryg. Józef Sasin (24 sierpnia 1989 r. – 4 maja 1990 r.)